# 大戟烷
大戟烷（英語：Euphane）是一种四环三萜物质，是羊毛甾烷的13α,14β-立体异构体，名称源于大戟屬（Euphorbia ），其衍生物广泛分布于各种植物中。